# Coregonus pallasii
Coregonus pallasii és una espècie de peix de la família dels salmònids i de l'ordre dels salmoniformes.

## Morfologia
Els mascles poden assolir 46 cm de llargària total.

## Reproducció
Fresa als mesos d'octubre i novembre entrant, sovint, als rius.

## Alimentació
Menja zooplàncton i insectes.

## Distribució geogràfica
Es troba a Europa: Mar Bàltica.